# Horst Förster (Geograph)
Horst Förster (* 26. April 1940 in Aussig; † 21. April 2022) war ein deutscher Geograph.

## Leben
Nach der Promotion an der Universität Mainz 1967 und seiner  Habilitation an der Universität Bochum 1975 war Horst Förster bis 2006 Inhaber des Lehrstuhls für Geographie Osteuropas in Tübingen. Von 1992 bis 2008 war er außerdem wissenschaftlicher Leiter des Instituts für Donauschwäbische Geschichte und Landeskunde in Tübingen.
Seine Forschungsschwerpunkte waren Regionen: postsozialistische Transformationsländer Ostmittel-, Südost- und Osteuropa und Nachfolgestaaten der Sowjetunion (GUS) und Themen:  Auswirkungen ausländischer Direktinvestitionen in Ostmittel- und Südosteuropa, regionale Entwicklungsprozesse in Südosteuropa im Zeichen von Post-Transformation, Globalisierung und Europäisierung, periphere Regionen in Ostmittel- und Südosteuropa und Energiewirtschaft und Umweltprobleme in Ostmitteleuropa.

## Veröffentlichungen (Auswahl)
- Die funktionale und sozialgraphische Gliederung der Mainzer Innenstadt (= Bochumer geographische Arbeiten, Bd. 4). Schöningh, Paderborn 1968 (Dissertation Universität Mainz).
- Nordböhmen. Raumbewertungen und Kulturlandschaftsprozesse 1918–1970 (= Bochumer geographische Arbeiten, Sonderreihe, Bd. 11). Schöningh, Paderborn 1978, ISBN 3-506-71232-2 (Habilitationsschrift Universität Bochum).
- Umweltbelastungen und Wirtschaftssysteme. Schöningh, Paderborn 1981, ISBN 3-506-23562-1.
- (mit Karl Eckart): Die Raumwirksamkeit der strukturellen Veränderungen in der Brennstoff- und Energiewirtschaft Deutschlands (= Schriften zur Wirtschaftsgeographie und Wirtschaftsgeschichte, Bd. 6). Dadder, Saarbrücken-Scheidt 1993, ISBN 3-926406-73-9.
- (Hrsg., mit Karl-Heinz Pfeffer): Interaktion von Ökologie und Umwelt mit Ökonomie und Raumplanung (= Tübinger geographische Studien, Bd. 116). Tübingen 1996, ISBN 3-88121-021-0.
- (Hrsg.): Das Banat als kulturelles Interferenzgebiet. Traditionen und Perspektiven (= Materialien des Instituts für Donauschwäbische Geschichte und Landeskunde, Bd. 6). Tübingen 1996.
- (Hrsg.): 10 Jahre Institut für Donauschwäbische Geschichte und Landeskunde. Forschung – Lehre – Öffentlichkeitsarbeit (= Materialien des Instituts für Donauschwäbische Geschichte und Landeskunde, Bd. 7). Tübingen 1997.
- (Hrsg., mit Horst Fassel): Kulturdialog und akzeptierte Vielfalt? Rumänien und rumänische Sprachgebiete nach 1918 (= Schriftenreihe des Instituts für Donauschwäbische Geschichte und Landeskunde, Bd. 8). Thorbecke, Stuttgart 1999, ISBN 3-7995-2508-4.
- (Hrsg.): Regionalisierung, Regionalismus und Regionalpolitik in Südosteuropa (= Südosteuropa-Jahrbuch, Bd. 35). Sagner, München 2008, ISBN 978-3-86688-053-5.
- (Mithrsg.): Umweltgeschichte(n). Ostmitteleuropa von der Industrialisierung bis zum Postsozialismus (= Bad Wiesseer Tagungen des Collegium Carolinum, Bd. 33). Vandenhoeck & Ruprecht, Göttingen 2013, ISBN 978-3-525-37303-3.
- Der Westbalkan. Krisen ohne Ende? Europäisches  Zentrum für Föderalismusforschung, Tübingen 2017, ISBN 978-3-9818415-1-0.

Festschrift
- Horst Fassel (Hrsg.): Regionen im östlichen Europa. Kontinuitäten, Zäsuren und Perspektiven. Festschrift des Instituts für donauschwäbische Geschichte und Landeskunde für Horst Förster (= Tübinger geographische Schriften, Bd. 128). Geographisches Institut der Universität Tübingen 2000, ISBN 3-88121-044-X (Bibliographie Horst Förster, S. 303–307).